# Karl Vasil'evič Nessel'rode
Il conte Karl Vasil'evič Nessel'rode (in russo Карл Васильевич Нессельроде?; Lisbona, 14 dicembre 1780 – San Pietroburgo, 23 marzo 1862) è stato un diplomatico e politico russo.

## Biografia
Il conte Karl Vasil'evič Nessel'rode discendeva dalla linea dei conti von Nesselrode di Ereshoven presso Wipperfürth in Renania, signori di Thumb, feudo in condominio con l'altra linea familiare di Reichenstein e Landskron.
Diplomatico al servizio dell'Impero russo, Nessel'rode ricoprì importanti incarichi nelle ambasciate di Prussia, Württemberg, Paesi Bassi e Francia. Come consigliere dell'ambasciata di Parigi mantenne a partire dal 1808 i contatti segreti fra lo zar Alessandro I e Talleyrand.
Guidò la delegazione russa al Congresso di Vienna (benché lo zar Alessandro I preferisse operare personalmente). A Vienna esercitò in pratica le funzioni di ministro degli esteri, ma solo nel 1816 ebbe ufficialmente questa carica che avrebbe condiviso fino al 1822 con Giovanni Capodistria. Temperamento pragmatico, si adoperò per stemperare le asprezze del carattere di Alessandro e si fece valere come abile mediatore. Fu contrario ai disegni polacchi dello zar, e questo lo emarginò a un certo punto dalla linea adottata a Vienna dalla Russia, tanto che circolarono voci di una sua destituzione. In realtà fu poi ministro degli esteri fino al 1856.
Vice cancelliere e cancelliere sotto Nicola I, Nessel'rode fu protagonista di una politica mirata all'espansione nei Balcani a danno dell'impero ottomano.
Nel 1827, a nome della Santa Alleanza allarmata dalle Società di Amici Cattolici, Nesselrode ammonì i sovrani italiani a stare in guardia “non solo dai rivoluzionari apertamente riconosciuti, ma ben anche da un certo potere occulto che sotto la maschera della religione va incontro alla sovversione dei governi, o per lo meno, al sistema esistente cospirando così questo potere occulto, sebbene per vie diverse, con i liberali”.